# Berg (Bajorország)
Berg település Németországban, azon belül Bajorországban. Lakosainak száma 1981 fő (2023. december 31.). Berg Pottiga és Selbitz községekkel határos.

## Népesség
A település népessége az elmúlt években az alábbi módon változott:
| Lakosok száma | 674  | 871  | 734  | 2516 | 2240 | 2163 | 2117 | 2121 | 2008 | 1981 |
|               | 1875 | 1950 | 1975 | 1987 | 2012 | 2014 | 2016 | 2017 | 2021 | 2023 |